# Ināra Mūrniece
Ināra Mūrniece (Riga, 30 de desembre de 1970) és una periodista i política letona. A les eleccions parlamentàries de la XII legislatura va ser escollida per a president del Saeima.

## Biografia
El 2007, es va graduar a l'Escola d'Economia i Cultura i el 2009 es va llicenciar a la Universitat de Letònia de Riga. Ha treballat com a periodista en el Latvijas Avīze (Diari de Letònia) fins a agost de 2011.
Va participar amb èxit a les eleccions legislatives letones de 2011 en la llista de l'associació de l'Aliança Nacional i els partits Tot per Letònia! - Per la Pàtria i la Llibertat/LNNK. Va treballar com a presidenta al Comitè de Drets Humans i d'Assumptes Públics de la Presidència.
El 4 de novembre de 2014 va ser escollida com a presidenta del Saeima.